# Терракотовый воин
«Терракотовый воин» (иер. трад. 秦俑, упр. 古今大战秦俑情, кант.-рус.: Цинь Юн, англ. A Terra-Cotta Warrior) — гонконгское фентези 1989 года, снятое режиссёром Чэн Сяодуном. Главные роли в фильме исполнили Чжан Имоу, Гун Ли, Юй Жунгуан, У Тяньмин.
Картина получила 8 номинаций на 10-й Гонконгской кинопремии, завоевав победу в номинации «Лучшая музыка» (Ромео Диас, Джеймс Вон, Джозеф Ку).

## Сюжет
Отважный воин Мун Тяньфан (Чжан Имоу) становится личным телохранителем Цинь Шихуанди (Лу Сюймин) и таким образом оказывается в экспедиции за эликсиром бессмертия. В этот поход также отправляются 500 невинных девушек. По пути Мун влюбляется в одну из них, Тунъи (Гун Ли), и она отвечает ему взаимностью. Но их раскрывают. В результате Тунъи сжигают заживо, а Тяньфана замуровывают в терракотовую статую. Перед смертью Тунъи успевает передать первый образец эликсира своему возлюбленному.
Проходят тысячелетия и в 30-е годы XX века гробницу, где находится Тяньфан, обнаруживает актриса Чжу Лили — реинкарнация Тунъи, которая ничего не помнит о своей прошлой жизни. Тяньфан пытается приспособиться к новой эпохе, в то время как его преследуют грабители археологических раскопок.

## В ролях
- Чжан Имоу — Мун Тяньфан
- Гун Ли — Тунъи / Чжу Лили
- Юй Жунгуан — Ван Фэй
- У Тяньмин — режиссёр
- Лу Сюймин[англ.] — Цинь Шихуанди
- Че Бокман — Сюй Фу / экскурсовод
- Дэвид Чунг — Юэнь Монг Линг

## Награды и номинации
| Награды                     | Награды                    | Награды                                                                        | Награды   |
| Кинопремия                  | Категория                  | Лауреат / претендент                                                           | Результат |
| --------------------------- | -------------------------- | ------------------------------------------------------------------------------ | --------- |
| 10-я Гонконгская кинопремия | Лучший фильм               | Терракотовый воин                                                              | Номинация |
| 10-я Гонконгская кинопремия | Лучшая женская роль        | Гун Ли                                                                         | Номинация |
| 10-я Гонконгская кинопремия | Лучшая операторская работа | Хсин Йе Ли, Питер Пау                                                          | Номинация |
| 10-я Гонконгская кинопремия | Лучшая работа художника    | Кеннет И, Брюс Юй                                                              | Номинация |
| 10-я Гонконгская кинопремия | Лучший монтаж              | Марко Мак                                                                      | Номинация |
| 10-я Гонконгская кинопремия | Лучшая постановка экшена   | Лау Чи-Хо, Бобби У, Ван Чи, Тони Чин                                           | Номинация |
| 10-я Гонконгская кинопремия | Лучшая музыка              | Ромео Диас, Джеймс Вон, Джозеф Ку                                              | Победа    |
| 10-я Гонконгская кинопремия | Лучшая песня               | Композитор: Джозеф Ку, Джеймс Вон • Текст: Джеймс Вон • Исполнитель: Салли Йех | Номинация |